# داركو بلانينيتش
داركو بلانينيتش مواليد 22 نوفمبر 1990 في موستار، جمهورية البوسنة والهرسك الاشتراكية، هو لاعب كرة سلة كرواتي. بدأ مسيرته الاحترافية في سنة 2009. يلعب مع سي بي غران كناريا كلاعب وسط. يحمل الرقم 6. مثّل منتخب بلاده. شارك في دورة الألعاب الأولمبية الصيفية سنة 2016.

## المسيرة الاحترافية
لعب مع مكابي تل أبيب لكرة السلة من سنة 2012 إلى 2014، ثم لعب مع نادي بودوشنوست لكرة السلة في موسم 2014–2015، ثم لعب مع ساسكي باسكونيا في الدوري الإسباني في موسم 2015–2016، ثم لعب مع سي بي غران كناريا في سنة 2016.

## روابط خارجية
- داركو بلانينيتش على موقع الاتحاد الدولي لكرة السلة (الإنجليزية)
- داركو بلانينيتش على موقع الدوري الأوروبي لكرة السلة (الإنجليزية)
- داركو بلانينيتش على موقع الدوري الإسباني لكرة السلة (الإسبانية)
- داركو بلانينيتش على موقع كرة السلة الأوروبية.كوم (الإنجليزية)
- داركو بلانينيتش على موقع ريلجم (الإنجليزية)
- داركو بلانينيتش على موقع بروبوليرز (الإنجليزية)
- داركو بلانينيتش على موقع سبورتس رفرنس (الإنجليزية)
- داركو بلانينيتش على موقع أوليمبيديا (الإنجليزية)